# Esterzili
Esterzili (en sard, Istersili) és un municipi italià, dins de la província de Sardenya del Sud. L'any 2007 tenia 844 habitants. Es troba a la regió de Barbagia di Seùlo. Limita amb els municipis d'Escalaplano, Nurri, Orroli, Sadali, Seui (OG) i Ulassai (OG).

## Administració
| Període | Identitat         | Partit        |
| ------- | ----------------- | ------------- |
| 2006-   | Pietro Occhipinti | Llista cívica |